# Resurrection Through Carnage
Resurrection Through Carnage debitanski je studijski album švedskog death metal sastava Bloodbath. Diskografska kuća Century Media Records objavila ga je 25. studenoga 2002. Jedini je album na kojem je bubnjeve svirao Dan Swanö i posljednji s Mikaelom Åkerfeldtom sve do albuma The Fathomless Mastery.

## Popis pjesama
Tekstovi i glazba: Bloodbath. 
| 1.    | »Ways to the Grave«  | 4:09 |
| 2.    | »So You Die«         | 3:19 |
| 3.    | »Mass Strangulation« | 3:32 |
| 4.    | »Death Delirium«     | 5:06 |
| 5.    | »Buried by the Dead« | 3:14 |
| 6.    | »The Soulcollector«  | 3:38 |
| 7.    | »Bathe in Blood«     | 4:12 |
| 8.    | »Trail of Insects«   | 4:36 |
| 9.    | »Like Fire«          | 4:35 |
| 10.   | »Cry My Name«        | 4:41 |
| 41:02 |                      |      |

## Zasluge
Bloodbath
- Dan Swanö – bubnjevi, prateći vokal, produkcija, inženjer zvuka
- Mike Åkerfeldt – vokal
- Anders Nyström – gitara, prateći vokal
- Jonas Renkse – bas-gitara, prateći vokal

Ostalo osoblje
- Travis Smith – grafički dizajn, dizajn
- Ulf Horbelt – mastering